# 川本芳昭
川本 芳昭（かわもと よしあき、1950年 - ）は、日本の東洋史学者、九州大学名誉教授。

## 経歴
長崎県生まれ。1972年九州大学文学部東洋史学科卒。1978年同大学院文学研究科博士課程を単位取得退学。
1981年より佐賀大学教養部助教授。その後1994年から九州大学文学部助教授、1998年より教授。2016年に九大を定年退任し名誉教授。

## 著書
- 『魏晋南北朝時代の民族問題』汲古書院 1998
- 『中国史のなかの諸民族』山川出版社 世界史リブレット 2004
- 『中国の歴史5 中華の崩壊と拡大 魏晋南北朝』講談社 2005／講談社学術文庫 2020
- 『東アジア古代における諸民族と国家』汲古書院 2015

共編
- 『東アジア古代国家論 プロセス・モデル・アイデンティティ』田中良之共編 すいれん舎 2006
- 『天皇と日本文明　王権の比較文明学』東海大学出版部 2021 -「第五章　中華文明と日本の天皇について―王から天皇へ」

## 論文
- 川本芳昭 CiNii Research
- 川本芳昭 CiNii Books